# Richard DeVos

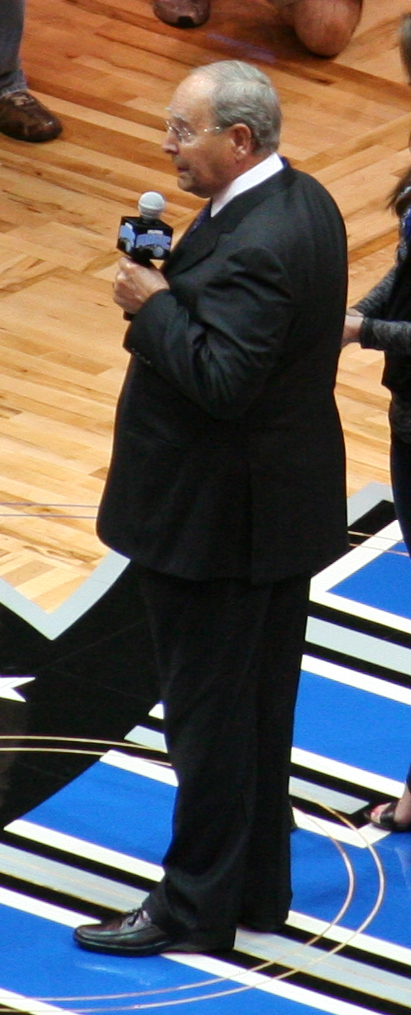
Richard DeVos (2010)

Richard Marvin „Rich“ DeVos Sr. (* 4. März 1926 in Grand Rapids, Michigan; † 6. September 2018 in Ada Township, Michigan) war ein US-amerikanischer Unternehmer. 

## Leben
Er war Mitbegründer und Miteigentümer von Amway, dem größten Direktvertriebsunternehmen weltweit (Umsatz 2013: 11,8 Milliarden US-Dollar), sowie der Besitzer der Basketball-Mannschaft Orlando Magic. Sein Vermögen wurde auf etwa 4,2 Milliarden US-Dollar geschätzt (laut Forbes 400 Liste von 2009).
DeVos war verheiratet und hatte vier Kinder. Die Politikerin Betsy DeVos ist eine seiner Schwiegertöchter.